# Zunheboto (Distrikt)

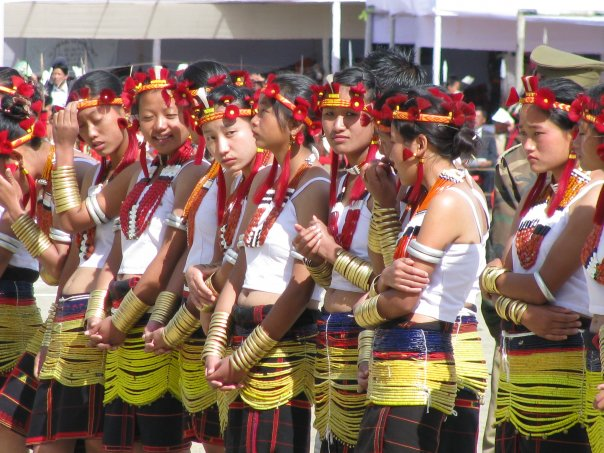
Stammesbevölkerung

Zunheboto ist ein Distrikt im Zentrum des nordostindischen Bundesstaates Nagaland.
Die Fläche beträgt 1255 km². Sitz der Verwaltung ist die gleichnamige Stadt Zunheboto.

## Bevölkerung
Nach der Volkszählung 2011 hat der Distrikt Zunheboto 140.757 Einwohner. Bei 112 Einwohnern pro Quadratkilometer ist der Distrikt dicht besiedelt. Der Distrikt ist ländlich geprägt. Von den 140.757 Bewohnern wohnen 113.160 Personen (80,39 %) auf dem Land und 27.597 Menschen in städtischen Gemeinden.
Der Distrikt Zunheboto gehört zu den Gebieten Indiens, die fast gänzlich von Angehörigen der „Stammesbevölkerung“ (scheduled tribes) besiedelt sind. Zu ihnen gehörten (2011) 136.561 Personen (97,02 Prozent der Distriktsbevölkerung). Es gibt keinen einzigen Dalit (scheduled castes) im Distrikt.
Die Bevölkerung besteht fast ganz aus Leuten, die im Distrikt geboren wurden. Von den Bewohnern sind 136.282 Personen (96,82 Prozent der Bewohner) im Distrikt geboren. Insgesamt 1.607 Personen wurden in anderen indischen Bundesstaaten geboren (darunter 594 Personen in Assam, 425 Personen in Bihar und 126 Personen in Manipur). Von den 87 im Ausland geborenen Personen sind 70 aus Nepal.

### Bevölkerungsentwicklung
Wie überall in Indien wuchs die Einwohnerzahl im Distrikt Zunheboto über Jahrzehnte stark an. Zwischen 2001 und 2011 kam es allerdings zu einer Abnahme von 9 Prozent (8,95 %). In diesen zehn Jahren sank die Bevölkerungszahl um über 13.000 Menschen. Die Entwicklung verdeutlicht folgende Tabelle:

### Bedeutende Orte
Im Distrikt gibt es mit dem Distrikthauptort Zunheboto nur einen einzigen Ort mit mehr als 10000 Einwohnern. Der Ort Satakha Hq. gilt allerdings ebenfalls als Stadt (notified town).

### Bevölkerung des Distrikts nach Geschlecht
Der Distrikt hatte – für Indien üblich – stets mehr männliche als weibliche Einwohner. Bei den jüngsten Bewohnern (unter 7 Jahren) liegen die Anteile bei 51,34 % männlichen zu 48,66 % weiblichen Geschlechts.
| Verteilung der Bevölkerung nach Geschlecht im Distrikt Zunheboto |                   |                   |                   |                   |                   |                   |                   |                   |                   |                   |                   |                   |
|                                                                  | Volkszählung 1961 | Volkszählung 1961 | Volkszählung 1971 | Volkszählung 1971 | Volkszählung 1981 | Volkszählung 1981 | Volkszählung 1991 | Volkszählung 1991 | Volkszählung 2001 | Volkszählung 2001 | Volkszählung 2011 | Volkszählung 2011 |
| Anzahl                                                           | Anteil            | Anzahl            | Anteil            | Anzahl            | Anteil            | Anzahl            | Anteil            | Anzahl            | Anteil            | Anzahl            | Anteil            |                   |
| GESAMT                                                           | 44.624            | 100 %             | 56.202            | 100 %             | 72.878            | 100 %             | 96.535            | 100 %             | 154.598           | 100 %             | 140.757           | 100 %             |
| Männer                                                           | 22.451            | 50,31 %           | 28.413            | 50,56 %           | 37.179            | 51,02 %           | 49.145            | 50,91 %           | 79.392            | 51,35 %           | 71.217            | 50,60 %           |
| Frauen                                                           | 22.173            | 49,69 %           | 27.789            | 49,44 %           | 35.699            | 48,98 %           | 47.390            | 49,09 %           | 75.206            | 48,65 %           | 69.540            | 49,40 %           |

### Bevölkerung des Distrikts nach Sprachen
Die Bevölkerung des Distrikts Zunheboto ist sprachlich einheitlich. Der Distrikt Zunheboto ist das Kerngebier der Sumi (ein Nagavolk). Eine klare Mehrheit der Bevölkerung spricht diese Sprache. Da bei der Volkszählung die Angabe Sumi nicht berücksichtigt wurde, haben die Sumi einfach Other=Andere als Muttersprache angegeben. Die von jeweils mehr als 500 Personen als Muttersprache angegebenen Sprachen zeigt die folgende Tabelle:
| Jahr                                   | Andere  | Andere | Sema | Sema | Hindi | Hindi | Bengali | Bengali | Nepali | Nepali | Ao   | Ao   | Yimchungre | Yimchungre | Gesamt  | Gesamt   |
| Jahr                                   | Zahl    | %      | Zahl | %    | Zahl  | %     | Zahl    | %       | Zahl   | %      | Zahl | %    | Zahl       | %          | Zahl    | %        |
| -------------------------------------- | ------- | ------ | ---- | ---- | ----- | ----- | ------- | ------- | ------ | ------ | ---- | ---- | ---------- | ---------- | ------- | -------- |
| 2011                                   | 134.503 | 95,56  | 831  | 0,59 | 801   | 0,57  | 541     | 0,38    | 536    | 0,38   | 525  | 0,37 | 508        | 0,36       | 140.757 | 100,00 % |
| Quelle: Ergebnis der Volkszählung 2011 |         |        |      |      |       |       |         |         |        |        |      |      |            |            |         |          |

### Bevölkerung des Distrikts nach Bekenntnissen
Die tibetoburmanischen Bewohner sind in den letzten 100 Jahren fast gänzlich zum Christentum übergetreten. Die bedeutendsten Gemeinschaften innerhalb des Christentums sind die Baptisten, Presbyterianer (Reformierte) und Katholiken. Die Hindus und Muslime bilden kleine religiöse Minderheiten und sind hauptsächlich Zugewanderte aus anderen Regionen Indiens. Die genaue religiöse Zusammensetzung der Bevölkerung zeigt folgende Tabelle:
| Jahr                                   | Buddhisten | Buddhisten | Christen | Christen | Hindus | Hindus | Jainas | Jainas | Muslime | Muslime | Sikhs | Sikhs | Andere | Andere | keine Angaben | keine Angaben | Gesamt  | Gesamt   |
| Jahr                                   | Zahl       | %          | Zahl     | %        | Zahl   | %      | Zahl   | %      | Zahl    | %       | Zahl  | %     | Zahl   | %      | Zahl          | %             | Zahl    | %        |
| -------------------------------------- | ---------- | ---------- | -------- | -------- | ------ | ------ | ------ | ------ | ------- | ------- | ----- | ----- | ------ | ------ | ------------- | ------------- | ------- | -------- |
| 2011                                   | 286        | 0,20       | 136.995  | 97,33    | 2.580  | 1,83   | 6      | 0,00   | 772     | 0,55    | 39    | 0,03  | 2      | 0,00   | 77            | 0,05          | 140.757 | 100,00 % |
| Quelle: Ergebnis der Volkszählung 2011 |            |            |          |          |        |        |        |        |         |         |       |       |        |        |               |               |         |          |

## Bildung
Dank bedeutender Anstrengungen ist die Alphabetisierung in den letzten Jahrzehnten stark gestiegen. Im städtischen Bereich können fast 95 Prozent der Personen lesen und schreiben. Auf dem Land können rund 83 Prozent lesen und schreiben. Typisch für indische Verhältnisse sind die starken Unterschiede zwischen den Geschlechtern und der Stadt-/Landbevölkerung.
| Alphabetisierung im Distrikt Zunheboto |                   |                   |
| Einheit                                | Volkszählung 2011 | Volkszählung 2011 |
| Einheit                                | Anzahl            | Anteil            |
| GESAMT                                 | 102.881           | 85,26 %           |
| Männer                                 | 53.504            | 87.85, %          |
| Frauen                                 | 49.377            | 82,62 %           |
| STADT GESAMT                           | 22.732            | 94,50 %           |
| Stadt-Männer                           | 12.127            | 95,51 %           |
| Stadt-Frauen                           | 10.605            | 93,36 %           |
| LAND GESAMT                            | 80.149            | 82,96 %           |
| Land-Männer                            | 41.377            | 85,84 %           |
| Land-Frauen                            | 38.772            | 80,10 %           |
| Quelle: Ergebnis der Volkszählung 2011 |                   |                   |

## Wirtschaft
Die Landwirtschaft ist die dominante Wirtschaftsform. Zu den wichtigsten angebauten Kulturen gehören Reis, Mais und Hirse.

## Verwaltungsgliederung
Der Distrikt war bei der letzten Volkszählung 2011 in 13 Circles (Kreise) aufgeteilt.
| Bevölkerung in den Circles |          |          |          |          |         |         |        |         |        |         |           |           |           |           |
|                            | Aghunato | Aghunato | Akuhaito | Akuhaito | Akuluto | Akuluto | Asuto  | Asuto   | Atoizu | Atoizu  | Ghathashi | Ghathashi | Pughoboto | Pughoboto |
| Anzahl                     | Anteil   | Anzahl   | Anteil   | Anzahl   | Anteil  | Anzahl  | Anteil | Anzahl  | Anteil | Anzahl  | Anteil    | Anzahl    | Anteil    |           |
| GESAMT                     | 18.350   | 100 %    | 3.876    | 100 %    | 6.612   | 100 %   | 7.598  | 100 %   | 8.740  | 100 %   | 7.967     | 100 %     | 8.943     | 100 %     |
| Männer                     | 9.072    | 49,44 %  | 1.988    | 51,29 %  | 3.408   | 51,54 % | 3.876  | 51,01 % | 4.320  | 49,43 % | 3.984     | 50,01 %   | 4.454     | 49,80 %   |
| Frauen                     | 9.278    | 50,56 %  | 1.888    | 48,71 %  | 3.204   | 48,46 % | 3.722  | 48,99 % | 4.420  | 50,57 % | 3.983     | 49,99 %   | 4.489     | 50,20 %   |
| Stadt                      | 0        | 0 %      | 0        | 0 %      | 0       | 0 %     | 0      | 0 %     | 0      | 0 %     | 0         | 0 %       | 0         | 0 %       |
| Land                       | 18.350   | 100 %    | 3.876    | 100 %    | 6.612   | 100 %   | 7.598  | 100 %   | 8.740  | 100 %   | 7.967     | 100 %     | 8.943     | 100 %     |

| Bevölkerung in den Circles |         |         |         |         |        |         |          |          |        |         |                 |                 |
|                            | Saptiqa | Saptiqa | Satakha | Satakha | Satoi  | Satoi   | Suruhuto | Suruhuto | V.K.   | V.K.    | Zunheboto Sadar | Zunheboto Sadar |
| Anzahl                     | Anteil  | Anzahl  | Anteil  | Anzahl  | Anteil | Anzahl  | Anteil   | Anzahl   | Anteil | Anzahl  | Anteil          |                 |
| GESAMT                     | 5.163   | 100 %   | 15.103  | 100 %   | 4.540  | 100 %   | 13.957   | 100 %    | 3.931  | 100 %   | 35.977          | 100 %           |
| Männer                     | 2.496   | 48,34 % | 7.796   | 51,62 % | 2.263  | 49,85 % | 7.209    | 51,65 %  | 2.006  | 51,03 % | 18.345          | 50,99 %         |
| Frauen                     | 2.667   | 51,66 % | 7.307   | 48,38 % | 2.277  | 50,15 % | 6.748    | 48,35 %  | 1.925  | 48,97 % | 17.632          | 49,01 %         |
| Stadt                      | 0       | 0 %     | 4.964   | 32,87 % | 0      | 0 %     | 0        | 0 %      | 0      | 0 %     | 22.633          | 62,91 %         |
| Land                       | 5.163   | 100 %   | 10.139  | 67,13 % | 4.540  | 100 %   | 13.957   | 100 %    | 3.931  | 100 %   | 13.344          | 37,09 %         |